# Chrysophyllum albipilum
Chrysophyllum albipilum là một loài thực vật có hoa trong họ Hồng xiêm. Loài này được Cronquist mô tả khoa học đầu tiên năm 1946.